# Paralos
Die Paralos und die Salaminia waren die beiden schnellen Staatsschiffe im antiken Athen, die auch als „heilige Trieren“ (hierai triereis) bezeichnet wurden. Sie können ab dem 5. Jahrhundert v. Chr. nachgewiesen werden.
Im 4. Jahrhundert v. Chr. ist statt der Salaminia die Ammonis neben der Paralos bezeugt; in hellenistischer Zeit gab es als weitere Staatsschiffe die Demetrias und Antigonis.
Die Hauptaufgabe von Paralos und Salaminia, die für ihre Schnelligkeit berühmt waren, war der Transport von Festgesandtschaften (theoroi), insbesondere zum Heiligtum auf der Insel Delos, und die Beförderung von Boten auf diplomatischen Missionen. Bekannte Beispiele dafür sind der Einsatz der Salaminia zur Rückberufung des Alkibiades von der Sizilischen Expedition oder die Verwendung der Paralos für eine Gesandtschaft der Athener zu Alexander dem Großen nach Tyros im Jahr 331. Die Ruderer der Paralos bildeten eine eigene Kultgemeinschaft, die sich regelmäßig beim Heiligtum des Gottes Paralos versammelte, das sich wahrscheinlich im Piräus befand. Vergleichbares ist für die Besatzung der Salaminia (deren Name entweder auf die Seeschlacht 480 v. Chr. oder frühere Auseinandersetzungen zwischen Athen und Megara um den Besitz der Insel Salamis zurückgeht) zu erschließen. Der Vorsitzende (tamias) der Kultgemeinschaft wurde der Athenaion Politeia zufolge von der Volksversammlung gewählt.